# Baronia de Beniomer
La Baronia de Beniomer és un títol nobiliari espanyol creat el 21 de febrer de 1905 pel rei Alfons XIII a favor de Julia Manglano y Palencia, filla dels barons de Llaurí, sobre un antic Senyoriu de la seva casa, amb autorització reial per designar successor en el títol, per mancar de descendència, per Reial decret de 4 de novembre de 1926.
La seva denominació fa referència a una antiga parròquia de Dènia, separada d'aquesta en el segle xvi i posteriorment deshabitada.

## Barons de Beniomer
|                         | Titular                              | Període                 |
| Creació per Alfons XIII | Creació per Alfons XIII              | Creació per Alfons XIII |
| ----------------------- | ------------------------------------ | ----------------------- |
| I                       | Julia Manglano y Palencia            | 1905-1943               |
| II                      | Joaquín Manglano y Cucaló de Montull | 1943-1962               |
| III                     | Javier Manglano y Baldoví            | 1962-1979               |
| IV                      | Joaquín Manglano y Cucaló de Montull | 1979-1985               |
| V                       | Joaquín Manglano y Baldoví           | 1985-2009               |
| VI                      | Marta Manglano y Puig                | 2009-actual titular     |

## Història dels Barons de Beniomer
- Julia Manglano y Palencia, I baronessa de Beniomer.

1. Casada amb Joaquin Pérez Villaseca. Sense descendencia. La succeí el seu nebot:

- Joaquín Manglano y Cucaló de Montull (1892-1985), II baró de Beniomer, XVIII baró de Llaurí G.E., XV baró de Càrcer.

1. Casat amb María Baldoví y Miquel. El succeí el seu fill per cessió:

- Javier Manglano y Baldoví (1932-1979), III baró de Beniomer. Sense descendència. El succeí el seu pare:

- Joaquín Manglano y Cucaló de Montull (1892-1885), IV baró de Beniomer, XVIII baró de Llaurí, G.E. XV baró de Càrcer.

1. Casat amb María Baldoví y Miquel. El succeí el seu fill primogènit:

- Joaquín Manglano y Baldoví (1923-2011) V baró de Beniomer XIX baró de Llaurí G.E., comte del Burgo de Lavezaro, baró de Vallvert, baró d'Alcalalí i de San Juan de Mosquera (germà del III baró).

1. Casat amb María del Dulce Nombre de Puig y de Fontcuberta, succeí per distribució la filla d'ambdós:

- Marta Manglano y Puig (n. en 1966),  VI baronessa de Beniomer.

1. Casada amb Timmo Henseler.